# Царь царей (фильм, 1961)
«Царь царей» (англ. King of Kings) — кинофильм, снятый Николасом Реем. Сюжет пересказывает жизнеописание Иисуса от его рождения до распятия и воскресения.

## Сюжет
В фильме показана жизнь Иисуса в контексте политики римских завоеваний. Как только Иисус становится проповедником и целителем, его действия начинают противопоставляться политической позиции Вараввы и его последователей, которые восстали против римских захватчиков. Иуда Искариот, друг Вараввы, сначала хотел уговорить Варавву принять Иисуса как освободителя и повлиять, чтобы он поднял руки против римлян, но иллюзии прошли, когда Варавва услышал Нагорную проповедь. Тогда же Иуда решил предать Иисуса Риму.

## В главных ролях
- Джеффри Хантер — Иисус Христос
- Шивон Маккенна — Мария
- Роберт Райан — Иоанн Креститель
- Рон Рэнделл — Луций
- Хёрд Хэтфилд[англ.] — Понтий Пилат
- Вивека Линдфорс — Клавдия
- Рита Гэм — Иродиада
- Фрэнк Тринг — Ирод Антипа
- Ройял Дейно — Пётр
- Рип Торн — Иуда Искариот
- Гарри Гуардино — Варавва
- Кармен Севилья — Мария Магдалена
- Бриджид Базлен — Саломея
- Гай Рольф — Каиафа
- Грегори Аслан — Ирод I Великий
- Джон Керр — мужчина, слушающий Нагорную проповедь (в титрах не указан)